# Miguel Arroyo Castillo
Miguel Gerónimo Arroyo Castillo (Caracas 28 de agosto de 1920- Caracas 3 de noviembre de 2004). Ceramista, profesor, curador, museógrafo, escritor, crítico, historiador, diseñador de mobiliario e interiores, promotor de las artes y su conservación. Fue pionero del diseño de muebles y de la museografía moderna en Venezuela.

## Inicios y Formación
Realizó estudios en el Colegio San Ignacio de Caracas. Entre 1934 y 1937 asistió a la Academia de Bellas Artes de Caracas. En 1937 era asistente del pintor Luis Alfredo López Méndez, el cual es contratado para efectuar la decoración del Pabellón de Venezuela en la Feria Mundial de New York (1939). Arroyo viaja junto al pintor, permaneciendo en esa ciudad durante dos años.
En 1943 expuso en la sección de pintura del IV Salón Oficial Anual de Arte Venezolano (Museo de Bellas Artes, Caracas) su obra Negros e India. Entre 1944 y 1946 ejerce de profesor de Dibujo e Historia del Arte en el Liceo de Aplicación de Caracas. En 1946 Arroyo obtiene una beca del Ministerio de Educación para estudiar en el Carnegie Institute Technology de Pittsburgh, donde se formó en artes aplicadas. A su regreso vuelve a la docencia en el Liceo de Aplicación y crea el Taller de Manualidades, que dirige hasta 1951.

## Artista y promotor de las artes
En 1948 dicta una conferencia Realismo y Abstraccionismo: confusión de términos, en el Centro Cultural Venezolano-Soviético. En esta defiende las tendencias abstractas que comienzan a despuntar en el arte venezolano.
En 1949 abrió junto a dos socios la tienda Gato, pionera en comercializar objetos ornamentales y de diseño. En este local producía cerámicas, esmaltes y muebles de inspiración moderna. Durante la década de 1950 diseña más de cien muebles para empresas y particulares.
En 1950 se adhirió desde Venezuela al grupo de vanguardia artística Los Disidentes, creado en París por un grupo de artistas venezolanos seguidores de la abstracción.  
Fue jefe del Taller de Cerámica en la Escuela de Artes Plásticas y Artes Aplicadas (1953-56), en donde formó a distintos ceramistas venezolanos. En 1954 fue reconocido con el Premio Oficial de Artes Aplicadas del Salón Oficial Anual de Arte Venezolano (Museo de Bellas Artes, Caracas) por un conjunto de piezas en cerámica.
Entre 1957 y 1959 diseñó dos murales tridimensionales y cuatro murales que sirven de división en el Taller de Ensayos de Texturas (hoy Taller Galia) en la Facultad de Arquitectura y Urbanismo de la Universidad Central de Venezuela (UCV).

## Docencia y gestión de museos
Fue profesor universitario en la Universidad Central de Venezuela y en la Universidad Simón Bolívar. En la primera inició como Profesor Jefe del Taller de Plástica de la Facultad de Arquitectura y Urbanismo, miembro de la Junta de Conservación de las Obras de Arte de la Ciudad Universitaria, y profesor fundador en la Escuela de Artes de la Facultad de Humanidades y Educación de la Universidad Central de Venezuela entre 1978 y 1984 en donde impartió cursos de Principios Críticos de las Artes Plásticas. En la segunda participó como fue profesor invitado en la Escuela de Arquitectura de la Universidad Simón Bolívar entre 1975 y 1978.  
Diseñó e instaló la colección de piezas egipcias del Museo de Bellas Artes en Caracas, del cual fue director en 1959 hasta 1976. Durante su gestión organizó la institución en departamentos y curadurías. Gracias a su labor se incorporó el dibujo, la estampa, la fotografía y las artes aplicadas en la colección del museo.
En 1974 forma parte de la Comisión organizadora del CONAC (Consejo Nacional de la Cultura), institución autónoma que sustituye al INCIBA (Instituto Nacional de Cultura y Bellas Artes). Desde esta posición abogó por la necesidad de reorganizar las colecciones museísticas y profesionalizar al personal de los museos. En 1982 participa en el montaje museográfico de la colección del Museo Diocesano de Coro Lucas Guillermo Castillo en su nueva sede en Coro (Estado Falcón).
En 1989 la Academia Nacional de la Historia publica Arte, Educación y Museología: Estudios y Polémicas 1948-1988, una recopilación de sus ensayos críticos sobre historia del arte, diseño, cerámica, arte prehispánico, conservación, museología y museografía, reunidos por el crítico Roldán Esteva-Grillet.
En 1992 recibió el Premio Nacional de Artes Plásticas.
Miguel Arroyo falleció en Caracas el 3 de noviembre de 2004.

## Misceláneas
La Fundación Galería de Arte Nacional posee una obra pictórica de Arroyo titulada Los Caballitos, óleo sobre cartón, sin fecha.
En junio de 2005 se organizó la exposición Interior moderno, muebles diseñados por Miguel Arroyo en la Sala TAC, Caracas, que mostró su faceta como diseñador.

## Obras publicadas
- En colaboración con José María Cruxent y Sagrario Pérez Soto de Atencio, Arte prehispánico de Venezuela, Fundación Mendoza, 1971
- Miguel Arroyo, Breve introducción a la pintura venezolana. Caracas, Fundarte, 1978.
- Miguel Arroyo, El ABC de la conservación de las obras de arte hechas en papel y Cuento del papel. Caracas, Editorial Arte, 1978
- Miguel Arroyo, Arte, educación y museología. Estudios y polémicas 1948-1988. (Compilación de Roldán Esteva Grillet) Caracas, Academia Nacional de la Historia, 1989. ISBN 980-222-410-3
- En colaboración con Lourdes Blanco, Erika Wagner, Arte prehispánico de Venezuela, Caracas, Galería de Arte Nacional, 1999
- Miguel Arroyo, El reino de Buria. Caracas, Monte Ávila Editores, 1993